# 아타리 코스모스
아타리 코스모스(Atari Cosmos)는 아타리 게임기 중 제작취소된 게임기이다.

## 역사
코스모스는 아타리의 엔지니어 앨런 알콘, 해리 젠킨스, 로저 헥터에 의해 개발되었다.